# Blå - 14 hyllningar till en låtskrivare
Blå – 14 hyllningar till en låtskrivare är ett samlingsalbum som hyllar kompositören Lars Färnlöf. På albumet framförs låtarna av flera olika artister, bland andra Monica Zetterlund, Tommy Körberg och Lill Lindfors. Även texterna är skrivna av olika författare som Lars Forssell, Suzzie Tapper och Peter LeMarc. Skivan gavs ut 1992 på Sonet.

## Låtlista
1. Att angöra en brygga (instrumental)
2. Ingenting – Monica Zetterlund (text: Lars Forssell)
3. På dans i norr – Harpo (text: Lars Eriksson)
4. Kärlek ingen ville ha – Tommy Körberg (text: Peter LeMarc)
5. Älskade – Zemya Hamilton (text: Lars Nordlander)
6. Skynda – Lill Lindfors (text: Ture Rangström)
7. Låt solen kyssa mig – Søs Fenger (text: Suzzie Tapper)
8. Bryggpromenad (instrumental)
9. Vind för våg – Suzzie Tapper (text: Ted Ström)
10. Brinn! – Tommy Körberg (text: Lars Forssell)
11. På puben (instrumental)
12. Här är min värld – Zemya Hamilton (text: Olle Adolphson)
13. Ge mej tid – Gladys del Pilar (text: Keith Almgren)
14. Att angöra en brygga – Real Group (text: Hans Alfredson & Tage Danielsson)